# Know Your Meme
Know Your Meme é um site que utiliza um software do tipo wiki para documentar memes de internet, como vídeos virais, "macros" de imagens, frases populares, celebridades, entre outras coisas que se tornaram memes. Originalmente criado pelo Rocketboom, o site foi adquirido em março de 2011 por Ben Huh e sua empresa, The Cheezburger Network.

## Recepção
Em 2009, vários veículos de mídia americana reconheceram o Know Your Meme, como a revista TIME, o jornal New York Times, o site Wired.com, a National Public Radio, e MSNBC.
A partir de Junho de 2014, começam iniciativas para arquivar as informações sobre memes e cultura digital pela Biblioteca do Congresso dos Estados Unidos. Em 2018, um artigo científico listou os memes mais populares da internet nas redes sociais, particularmente 4chan, Reddit e o Twitter.